# Phoneyusa antilopebinermis
Phoneyusa antilopebinermis é uma espécie de aranha pertencente à família Theraphosidae (tarântulas).